# Wim De Corte
Wim De Corte (Wetteren, 13 november 1971) is een Belgische voetbalcoach. Hij is actief als technisch directeur bij Oud-Heverlee Leuven.

## Carrière
Wim De Corte heeft nooit op het hoogste niveau gevoetbald en begon reeds op 18-jarige leeftijd aan zijn carrière als trainer. Eerst ging hij aan de slag als jeugdtrainer bij Standaard Wetteren, nadien als hoofdcoach van het eerste elftal. Hij loodste Wetteren in 2003 naar de derde klasse en in 2009 zelfs naar de tweede klasse. Door zijn opmerkelijke prestaties kreeg hij ook de functie van manager bij de Wetterse club.
In 2011 zette De Corte een stap hoger. Hij werd de assistent van Jacky Mathijssen bij Beerschot AC. Toen Mathijssen op 26 maart 2012 aan de deur werd gezet, volgde De Corte hem op. Voor het seizoen 2012/13 maakte hij plaats voor Adrie Koster. Toen Koster op 29 november 2012 werd ontslagen, nam De Corte opnieuw over, tot 22 januari 2013. Toen werd hij opnieuw assistent van Jacky Mathijssen.
In het seizoen 2013-2014 was hij co-trainer bij KSV Roeselare, samen  met Serhij Serebrennikov. Het daaropvolgende seizoen werd hij assistent van Ronny Van Geneugden bij Waasland-Beveren.

## Palmares
Kampioen in vierde klasse
2003
Kampioen in derde klasse
2009
Trofee Jules Pappaert
2007
1 Leysen ·
4 Verstraete ·
5 Ominami ·
6 George ·
7 Verlinden ·
8 Schrijvers ·
9 Traoré ·
10 Maziz ·
11 Terho ·
16 Prévot ·
19 Ikwuemesi ·
20 Nsingi ·
21 Balikwisha ·
22 Mijatović ·
25 Osifo ·
27 Gil ·
28 Pletinckx ·
30 Akimoto ·
33 Maertens  ·
34 Nyakossi ·
48 Kayo ·
61 Jochmans ·
63 Souanga ·
66 Ohata ·
77 Vlietinck ·
Damjanic ·
Coach: Hubert